# 土库曼斯坦政治
土库曼斯坦前身為蘇聯其中一個中亞地區加盟共和國，在1991年蘇聯瓦解成立獨立國家，實行總統制。

## 历史沿革
自1985年加盟共和國時期，出任當時的土庫曼共產黨中央第一書記的萨帕尔穆拉特·尼亚佐夫，在1991年12月繼任土庫曼斯坦總統，隨即將擁護其執政的土庫曼共產黨改名為土庫曼民主黨，落實該黨配合土庫曼斯坦政府的施政和政治立場，但下令禁止境內其他政黨活動，監控「反對派」人士(政治集會是非法的，除非得到政府批准)，使土庫曼斯坦名義上是一個由「民主黨」執政，但實際上獨立至今並無在民主發展有任何進展的國家，民主指數自獨立以來一直持續低於2.0分，屬於獨裁政體。
另外，土庫曼總統薩帕爾穆拉特·阿塔耶維奇·尼亞佐夫雖然被人民尊稱為土庫曼巴希，但他在國內大搞個人崇拜，並在全國各地鑄造多個其個人樣貌的銅像、照片及畫像。他在1994年起修改該國的憲法，逐步將自己行使總統權力擴大， 並在1999年起獲無限期執行總統職權，又傚法古羅馬獨裁者凱撒大帝把12個月份名稱全部更改——自己名字是1月，母親名字是4月，如此類同。2005年2月，尼亞佐夫宣佈放棄終身總統地位的待遇，下屆總統選舉定在2010年舉行，並反覆強調此一訊息。
2006年12月21日，土庫曼第一任總統尼亞佐夫突然因病逝世。奥韦兹格尔德·阿塔耶夫接替其出任代理总统，但当日下午突然遭到土庫曼国家总检察院起诉，在未剥夺豁免权的情况下遭到逮捕。随后，古尔班古雷·别尔德穆罕默多夫在土库曼斯坦国家安全委员会紧急会议上当选代总统。2007年2月14日在土庫曼總統選舉中當選總統。
2008年9月26日，土库曼斯坦人民委员会通过新宪法，决定撤销人民委员会，其职能转由总统、国民议会和最高法院履行。現任总统别尔德穆罕默多夫宣称：“新宪法符合所有国际和民主准则”。

## 外交关系
外交方面，聯合國在1995年12月12日承認土庫曼斯坦為一個永久中立國。土庫曼斯坦奉行中立國和全方位外交政策，故此土庫曼政府領導層和民間團體向來只是選擇性地參加區域聯盟活動。土庫曼斯坦並無跟鄰近的中亞新興國家一般，在獨立之後靠近美國，反而由於土庫曼斯坦與美國的「仇家」伊朗因為在能源運輸上有很多大型合作，關係良好而令土、美兩國關係並不緊密。而土庫曼斯坦和俄羅斯亦因歷史淵源而在經濟、軍事聯繫是有著糾纏不清的關係。
近年土庫曼斯坦在外交上越趨「獨來獨往」，2005年8月26日在喀山會議上土庫曼斯坦宣佈降級為獨立國家國協準會員國，又逼使國內俄羅斯族人只能選擇俄羅斯或土庫曼斯坦其中之一為國籍，若放棄土庫曼斯坦國籍就會喪失在土庫曼斯坦的所有財產。